# Paiute

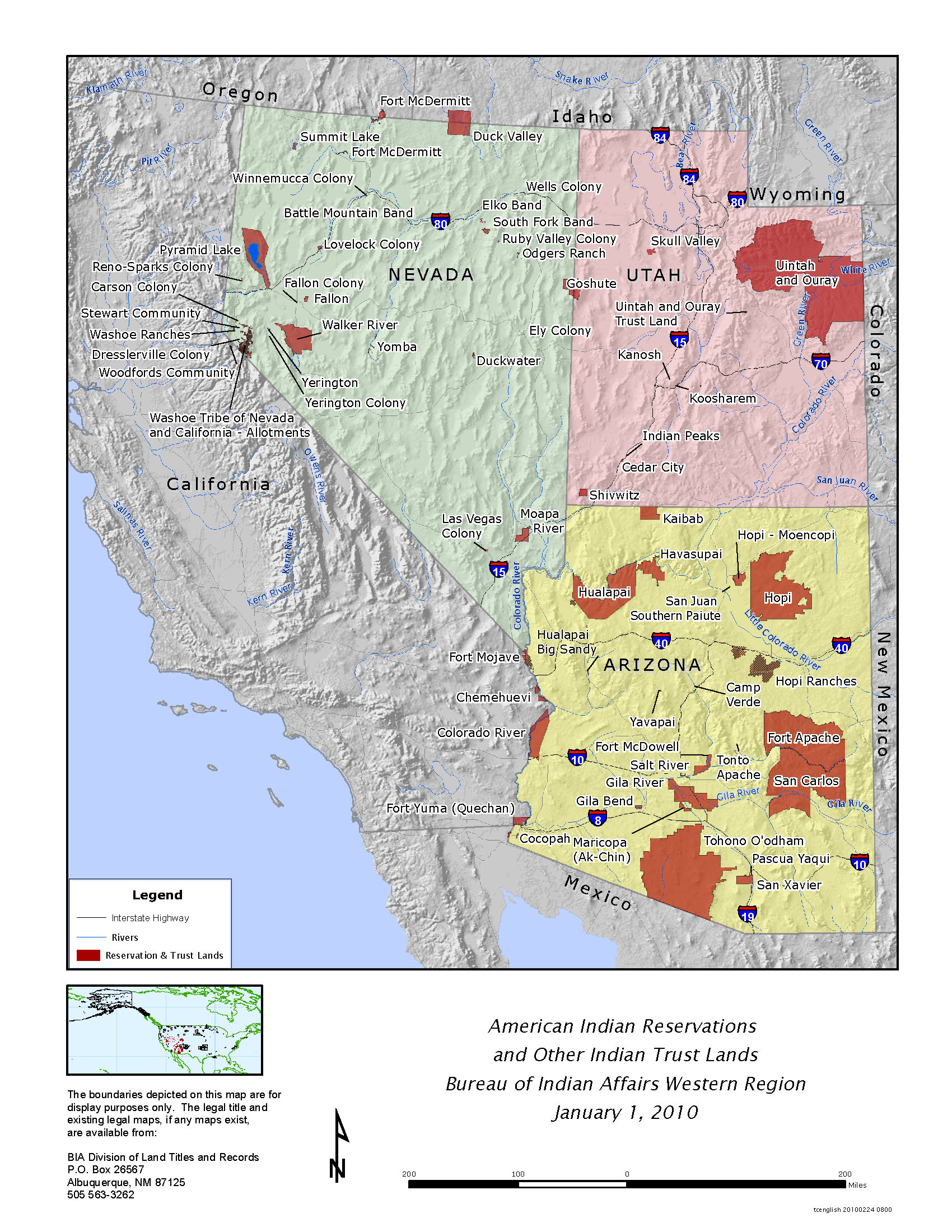
Mapa de les reserves índies de la zona paiute

Els paiute (/ˈpaɪjuːt/ són una tribu índia d'Amèrica del Nord de parla uto-asteca (grup numic occidental) que forma part de la zona cultural de les tribus de la Gran Conca. Es dividien en tres grups:
- Paiute del Nord, que inclou els lohim i paviotso. Viuen a Califòrnia, Idaho, Nevada i Oregon.
- Paiute de la vall d'Owens de Califòrnia i Nevada.
- Paiute del Sud, que inclou els grups chemehuevi (Califòrnia), Pahranagat, Panaca, Las vegas, Moapa i Gunlock (Nevada), Kaibab, Shivwits, Vinkaret, San Juan i St George (Arizona), Cedar, beaver, Kaeprowits, Antiaranunts i Panguitey (Utah).

Algunes tribus se separaren del grup Gran Piute inicial, com els chemehuevi, kawaiisu o tubatulabal. Els ute els anomenaven agai dicutta (menja-truites).

## Origen del nom
L'origen del seu nom no és clar. Potser prové de pah "aigua" i "ute", nom d'una tribu xoixon. També potser prové de payuts o de payuch (de yutich o yutat). Alguns antropòlegs han interpretat com a "Ute d'aigua" o "Veritable ute". El Paiute del Nord s'anomenen Numa (de vegades escrit Numu), el Paiute Sud es diuen Nuwuvi. Tots dos termes signifiquen "el poble". El Paiute del Nord són anomenats de vegades paviotso. Inicialment els exploradors espanyols anomenaren als paiute del Sud payuchi (no van contactar amb el paiute del Nord). Els primers colons euro-nord-americans sovint anomenaren a ambdós grups de paiutes "Diggers" (presumiblement a causa de la seva pràctica d'excavar a la recerca d'arrels). Tanmateix, els paiute en desaconsellen el seu ús per considerar-lo pejoratiu.

## Localització
Alguns restringiren la tribu als de Corn Creek (SW Utah), però de fet el grup ocupava el SE de Nevada, SE de Califòrnia als marges del Colorado, O de Utah, part d'Oregon i Idaho, i NO d'Arizona. Actualment viuen principalment a Cedar City (Utah), Las Vegas (Nevada) i Needles (Califòrnia), així com a les reserves Chemehuevi, Big Pine, Bishop, Bridgeport, Cedarville, Fort Bidwell, Lone Pine, Fort Independence, Timbisha Shoshone i Utu utu Gwaitu Paiute (California), Moapa, Pyramid Lake i Walker River (Nevada), Kaibab (Arizona), Shivwits i Paiute Indian Tribe (Utah).

## Llengua i cultura
Els Paiute del Nord i del Sud parlen llengües que pertanyen a la branca numic de la família uto-asteca de les llengües ameríndies. L'ús dels termes paiute, paiute del nord i paiute de sud és el més correcte quan es refereix a grups humans amb idioma i cultura similar. Això no implica una connexió política o fins i tot una relació genètica especialment propera. Els paiute del Nord parlen paiute del nord, mentre que els paiute del sud parlen Numic del riu Colorado. Aquestes llengües no estan tan estretament relacionades entre si com ho són amb altres idiomes númics.
Els pobles bannock, monachi, coso, timbisha i kawaiisu, que també parlen llengües numic i viuen a àrees adjacents, de vegades també són coneguts com a Paiute. La parla bannock és un dialecte del paiute del Nord, mentre que els mono i les altres tres tribus parlen diverses llengües Numic: les llengües mono i coso són molt properes al paiute del nord; el timbisha és més proper a la xoixoni, i el kawaiisu és més proper al numic del riu Colorado.
Eren recol·lectors de llavors, aglans, gira-sols i pinyes, i caçadors de petits animalons de la regió, com ovelles, esquirols, conills, eriçons i alguns cérvols. Tenien un tabú pel qual les dones no podien anar de cacera. Vivien en wikiaps, refugis baixos fets d'estopa i amb forma de cúpula, que aviat serà adoptat per la major part d'indis de la regió. Anaven despullats o portaven eslips de pell de llebre els homes i cobertes de pells les dones. Feien cistelles de bona qualitat, i com a armes utilitzaven arcs i fletxes i destrals. Gairebé no empraven els cavalls, i van fer vassalls membres de tribus més petites com els washo. Creien en la immortalitat de l'ànima, i quan morien incineraven els cadàvers. La seva religió era xamanística, però més tard adoptaren el culte al peyote. Els xamans o Puagants celebraven la cerimònia yaxap, potser d'origen yuma. Les famílies restaven unides per matrimonis exogàmics de lligams llunyans, però no tenien cap mena de divisió en bandes o organtizacions territorials, llevat a les zones més fèrtils com Owens Valley, a Sierra Nevada (Califòrnia). Els niaui o caps només tenien prestigi i no pas poder polític.

## Demografia
Cap al 1845 eren uns 7.500 individus, però el 1906 eren 5.300 individus, dels quals 3.500 vivien fora de la reserva, 486 a Walk River, 129 a Moapa, 559 a Pyramid Lake, 267 a Duck Valley i 350 a la West Nevada School. Molts abandonaren les reserves per viure a les ciutats. El 1962 hi havia 2.000 parlants dels paiute del Nord i 3.000 dels del Sud, repartits per estats: 2.808 a Nevada, 1.396 a Califòrnia, 356 a Oregon, 168 a Utah i indeterminats a Colorado. El 1980 hi havia 4.000 paiute del Nord, dels quals 2.000 encara parlaven l'idioma. Es calcula que el 1990 hi havia uns 7.500 paiutes. Segons el cens dels EUA del 2000, hi havia 13.532 paiute, 3.539 paiute-xoixon i 1.000 chemehuevi.

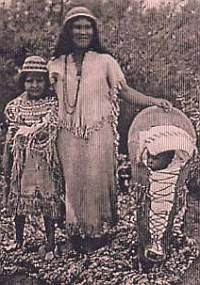
Dones paiute de Moapa

## Paiute del Nord

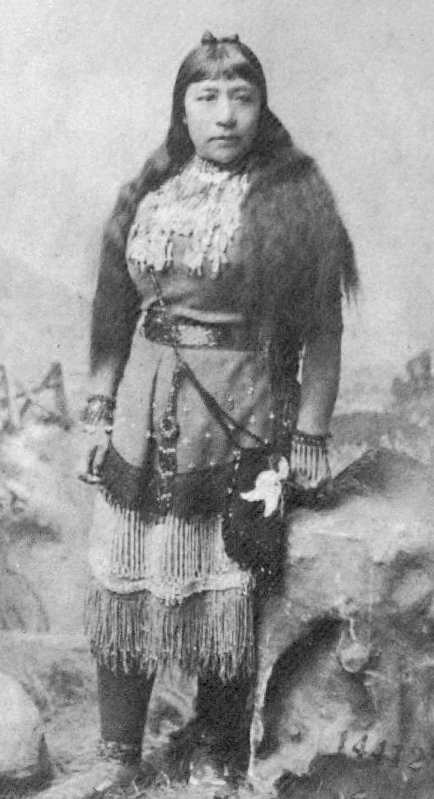
Sarah Winnemucca, escriptora paiute

El Paiute del Nord tradicionalment han viscut a la Gran Conca a l'est de Califòrnia, a l'oest de Nevada, i al sud-est d'Oregon. L'estil de vida del Paiute del Nord anterior al contacte s'adaptà bé al dur ambient del desert en què vivien. Cada tribu o banda ocupava un territori específic, generalment centrat en un llac o aiguamolls que els suplia de peixos i aus aquàtiques. Caçaven conills i antílops americans a les àrees circumdants de les unitats comunals, cosa que van implicar sovint bandes veïnes. Sembla que individus i famílies sempre s'han mogut lliurement entre bandes. Recollien pinyons a la muntanya durant la tardor per tenir reserves alimentàries durant l'hivern. També eren importants a la seva dieta les llavors d'herba i les arrels. El nom de cada banda provenia d'una font d'aliment característic. Per exemple, la gent de Llac Pyramid era coneguda com a Cui Ui Ticutta (que significa "menjadors de Cui-ui"), la gent de la zona de Lovelock es coneix com a Koop Ticutta, que significa "terra de menjadors d'esquirols", i la gent de Carson Sink es coneix com a Toi Ticutta, que significa "menjadors de tule". Els Kucadikadi del comtat de Mono (Califòrnia) són els "menjadors d'insectes".
Les relacions entre les bandes Paiute del Nord i els seus veïns xoixoni eren generalment pacífiques. No hi ha una clara distinció entre el Paiute septentrional i xoixoni occidentals. Però les relacions amb els washo, que eren culturalment i lingüísticament molt diferents, no eren tan pacífiques.
El contacte sostingut entre el paiute septentrional i els euroamericans es va produir en la dècada de 1840, encara que el primer contacte va poder haver ocorregut ja en la dècada de 1820. Tot i que el paiute havia adoptat l'ús de cavalls d'altres grans tribus de les planures, la seva cultura es va veure en gran manera afectada per la influència europea en aquest punt. A mesura que avançava l'assentament euroamericà a la zona es van produir diversos incidents violents, incloent la Guerra de Llac Pyramid de 1860, la guerra índia de la vall d'Owens de 1861-1864 la guerra Snake de 1864-1868; i la guerra Bannock de 1878. Aquests incidents es va iniciar generalment amb un desacord entre els colons i els paiute (individualment o en grup) en matèria de propietat de terres, la venjança d'un grup contra l'altre, o bé contra represàlies de la part contrària, que van culminar amb freqüència en la intervenció armada de l'Exèrcit dels Estats Units. Molts paiutes van morir més a causa de malalties infeccioses de recent introducció com la verola que per les guerres. El llibre de Sarah Winnemucca Life Among the Piutes (1883) dona un relat de primera mà d'aquest període, encara que no es considera totalment fiable.
El govern va establir per primera vegada la reserva Malheur per all Paiute del Nord a l'est d'Oregon. La intenció del govern federal era concentrar-hi als Paiute septentrionals, però la seva estratègia no va funcionar. A causa de la distància en què es trobava la reserva de les àrees tradicionals de la majoria de les bandes, i causa de les seves males condicions ambientals, molts Paiute del Nord es va negar a anar-hi. Els qui ho van fer l'abandonaren més tard. Es van aferrar al seu estil de vida tradicional sempre que fos possible, i quan la degradació del medi ambient ho va fer impossible van buscar treballs en les granges blanques, els ranxos o a les ciutats. Ells van establir petites colònies índies, on se'ls van unir molts xoixoni, i a la zona de Reno, molta gent washo.
Més tard, el govern va crear les reserves més grans a Llac Pyramid i Duck Valley a Nevada. Per llavors s'havia establert de facto el patró de petites reserves prop de ciutats o districtes agrícoles, sovint amb població mixta de paiutes del Nord i xoixoni. A partir de principis del segle xx el govern federal va començar a concedir terres a aquestes colònies. En el marc del Llei de Reorganització Índia de 1934 diverses colònies individuals van guanyar el reconeixement federal com a tribus independents.

### Grups històrics de Paiutes del Nord

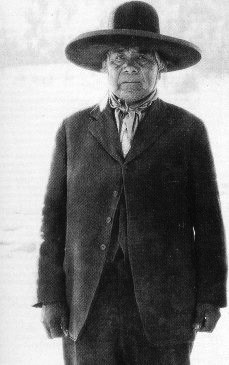
Wovoka, líder espiritual paiute i fundador de la religió Ghostdance

- Hunipuitöka (‘menjadors d'arrels Hunipui’, sovint anomenats Walpapi, vivien al llarg del rius Deschutes, Crooked i John Day a Oregon central, avui reconeguda federalment com a part de la Tribu Paiute Burns)
- Wadadökadö ("menjadors d'arrel Wada Root i llavors d'herva") controlen unes 52.500 milles quadrades al llarg del marges del llac Malheur, entre el Cascade Range al centre d'Oregon i el nord de la vall de Payette Valley a Boise (Idaho), així com les parts meridionals de la Muntanya Blue a les proximitats de la capçalera del riu Powder, al nord del riu John Day, cap al sud fins als voltants desèrtiques de la Muntanya Steens. Avui està reconeguda federalment com a part de la Tribu Paiute Burns.
- Goyatöka o Yahuskin ("menjadors de crancs"), també conegut com a Snakes del riu Upper Sprague o Klamath del Riu Upper Sprague, viuen als marges dels llacs Goose, Silver, Warner i Harney, vivint al llarg del riu Sprague River a l'àrea compresa entre els comtats de Lake i Harney a Oregon, i caçaven a la conca del Klamath, avui reconeguts federalment com a part de les Tribus Klamath).
- Koa'aga'itöka ("menjadors de salmó atrapats en paranys") viu a la plana del riu Snake, avui reconeguts federalment com a part de les tribus Shoshone-Bannock a la Reserva índia Fort Hall.
- Kidütökadö ("menjadors de marmota de panxa groga", també anomenats Paiute del Nord de Califòrnia Paiute, vivien al voltant del llac Goose, a Surprise Valley del nord de Califòrnia i Warner Valley a Oregon, i a la vall al llarg de les muntanyes orientals de Warner Range al llarg de la frontera d'Oregon-Nevada al sud de Long Valley i del llac Lower, avui reconeguda federalment com a part de la comunitat índia Fort Bidwell
- Atsakudökwa tuviwarai ("els qui viuen al Red Mesas") vivien al nord-oest de Nevada al llarg de la frontera d'Oregon i Nevada al Santa Rosa Range, al nord dels turons Slumbering, a l'oest de les Muntanyes Jackson, al nord-est de Disaster Peak i a l'est de les Muntanyes Santa Rosa. El riu Quinn era el recurs aquàtic més important i avui reconeguts federalment com a part de la tribu paiute i xoixoni de Fort McDermitt)[5]
- Sawawaktödö ("menjadors d'artemisa", també anomenats Sawakudökwa tuviwarai—"menjadors d'artemisa que viuen a les muntanyes") vivien a l'àrea de Winnemucca de les muntanyes Osgood i les muntanyes Sonoma a l'est de les Muntanyes Jackson a l'oest, dels turons Slumbering i Santa Rosa Range al nord de Table Mountain Wilderness al sud, federalment reconeguts com a part de les tribus Paiute i Xoixoni de Fort McDermitt i de la Colònia índia Winnemucca de Nevada)
- Yamosöpö tuviwarai ("els qui viuen a la vall Crescent") vivien a Paradise Valley (Nevada), que fou anomenat per ells Crescent Valley, així com a Santa Rosa Range i al llarg del riu Little Humboldt, cap al sud al llarg de la frontera d'Oregon i Nevada, a les muntanyes d'Osgood, avui reconeguda a nivell federal com a part de la Tribu Paiute i Xoixoni Fort McDermitt.
- Makuhadökadö (també anomenada Pauida tuviwarai) vivia al voltant de Battle Mountain i Unionville a Nevada, parts dels Valls Humboldt, als valls del desert de Buena Vista Valley, Pleasant Valley, Buffalo Valley a les Muntanyes Sonoma i East, avui reconegudes federalment com a Colònia índia Reno-Sparks)
- Moadökadö ("menjadors de ceba silvestre", també anomenats Agaipaninadökadö, Agaipaninadi, Agai Panina Ticutta—"menjadors de peix del llac", literalment "Menjadors de Peix del Llac Summit" o "Menjadors de Peix del Llac Trout") vivien al voltant del llac Summit a Nevada i al llarg de la frontera meridional de l'est d'Idaho i dels Kidütökadö, avui reconeguda federalment com la Tribu Paiute de Llac Summit de Nevada)[6]
- Kamodökadö ("menjadors de llebre") vivien al nord del Llac Pyramid als deserts Smoke Creek i Granite Creek deserts, avui reconegudes federalment com a Tribu Paiute Yerington de la Colònia Yerington i Campbell Ranch)
- Tövusidökadö ("menjadors de pinyons") vivien als turons muntanyosos de Nevada, avui reconeguts federalment com a Tribu Paiute Yerington de la Colònia Yerington i Campbell Ranch)
- Pogidukadu ("menjadors de cebes"), avui reconeguts federalment com a Tribu Paiute Yerington de la Colònia Yerington i Campbell Ranch)
- Tasiget tuviwarai ("els que viuen enmig de les muntanyes") vivien a la vall de Winnemucca, avui reconeguts federalment com a part de la Reserva índia de Llac Pyramid)
- Kuyuidökadö ('"menjadors de Cui-ui") vivien als marges del llac Pyramid, avui part de la Reserva índia de Llac Pyramid)
- Küpadökadö ("menjadors de marmotes") vivien als marges del llac Humboldt, llur territori era limitata a l'est pel dels xoixoni, incloses les muntanyes Pahsupp, les muntanyes Kamma i les muntanyes Majuba i el riu Humboldt i el riu Sink, avui reconeguts federalment com a tribu Paiute Lovelock de la Colònia índia Lovelock)
- Toedökadö ("menjadors de Schoenoplectus acutus (Tule)") vivien a Carson Sink, avui reconeguda federalment com a part de la Tribu Paiute-Xoixoni de la Reserva i Colònia Fallon)
- Aga'idökadö (Agai Ticutta—"menjadors de truita degollada"), avui residents a la Reserva índia del Riu Walker
- Pakwidökadö (Pugwi Ticutta—"menjadors de carpes"), avui resideixen a la reserva índia del Riu Walker.
- Onabedukadu ("menjadors de sal") viuen California
- Tagötöka ("menjadors d'arrels de Lomatium dissectum") vivien al llarg dels rius Jordan i Owyhee a Oregon i Idaho. Lomatium dissectum és coneguda en reposteria com a "julivert del desert".
- Tsösö'ödö tuviwarai ("els que viuen al fred") viuen als voltants de les Muntanyes Steens a Oregon)
- Kucadikadi ("menjadors de larves d'ehydridae"), també anomenats paiutes del llac Mono o Western Mono. El nom "Mono" deriva de Monoache o Monache, "menjadors de larves d'insectes", designació usada pels yokut pels Kucadikadi, avui reconeguts federalment com a Ranxeria Big Sandy, Ranxeria Cold Springs dels Indis Mono de Califòrnia, Ranxeria Northfork dels Indis Mono de Califòrnia, Ranxeria Table Mountain i Tribu índia Tule River de la Reserva Tule River)

### Tribus Paiute del Nord
Aquestes són les tribus reconegudes federalment amb poblacions significatives Paiute del Nord:
- Tribu Paiute Burns de la Colònia Índia Paiute Burns d'Oregon, Burns (Oregon)
- Tribus Confederades de Warm Springs, Reserva índia de Warm Springs, Oregon
- Comunitat Índia Fort Bidwell de la Reserva Fort Bidwell de Califòrnia, Reserva índia Fort Bidwell, Califòrnia
- Tribus Xoixoni-Bannock de la Reserva índia Fort Hall, descendents dels Lemhi del sud-est d'Idaho, Boise Valley, Bruneau, Weiser i altres bandes de Xoixoni Septentrional i Bannock amb la banda Koa'aga´itöka dels paiute del Nord.
- Tribus paiute i xoixoni de Fort McDermitt, Reserva índia Fort McDermitt, Nevada i Oregon
- Tribus Klamath, inclou la banda piute Yahooskin, Chiloquin (Oregon)
- Tribu Paiute Lovelock de la Colònia índia Lovelock, Lovelock (Nevada)
- Tribu Paiute-Xoixoni de la Reserva i Colònia Fallon, Fallon (Nevada) (La reserva índia Fallon també és coneguda com a Stillwater)
- Tribu Paiute Llac Pyramid de la Reserva Llac Pyramid, Reserva índia de Llac Pyramid, Nevada
- Colònia índia Reno-Sparks, Reno (Nevada)
- Tribus Xoixoni-Paiute de la Reserva Duck Valley, Reserva índia de Duck Valley, Nevada i comtat d'Owyhee (Idaho)
- Tribu Paiute de Llac Summit de Nevada, Reserva índia de Llac Summit, Nevada
- Tribu Paiute del Riu de la Reserva del Riu Walker, Reserva índia del Riu Walker, Nevada
- Colònia índia Winnemucca de Nevada, Winnemucca (Nevada)
- Ranxeria XL, Alturas (Califòrnia)
- Tribu Paiute Yerington de la Colònia Yerington Colony i Campbell Ranch, Yerington (Nevada)
- Tribu Paiute del Nord de la Ranxeria Cedarville, Alturas (Califòrnia)
- Ranxeria índia Susanville, Susanville (Califòrnia)

### Notables paiutes del Nord
- Nellie Charlie, cistellaire
- Egan, guerrer del segle xix
- Cap Paulina, líder guerrer, mort en 1868
- Tau-gu, cap de finals del segle xix
- Lucy Telles, cistellaire guardonada, c. 1885–1955
- Cap Tenaya, líder dels Ahwahnees
- Truckee, cap i xamà del segle XVII-XVIII
- Wahveveh, cap guerrer, mort el 1866
- Cap Winnemucca, mort el 1882
- Sarah Winnemucca, c. 1841—1891
- Wovoka, profeta i fundador de la Ghostdance

### Població
Les estimacions per a les poblacions anteriors al contacte de la majoria dels grups nadius a Califòrnia han variat substancialment. Alfred L. Kroeber creu que la població dels paiute del Nord a Califòrnia en 1770 era de 500 persones. Va estimar la seva població de 1910 en 300. Altres calcularen el total de població de Paiute del Nord en 1859 en al voltant de 6.000 individus.

## Paiute de la vall d'Owens

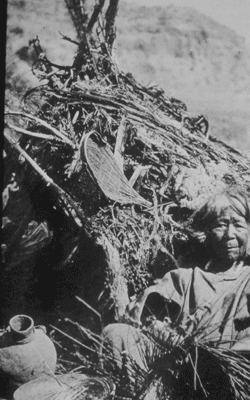
Dona paiute de la vall d'Owens fent una cistella

Els paiute de la vall d'Owens Valley viuen a la frontera entre Califòrnia i Nevada, vora el riu Owens al cantó est del sud de Sierra Nevada a la vall d'Owens i parlen mono. Llu autodesignació és Numa, que vol dir "poble" o Nün‘wa Paya Hup Ca’a‘ Otuu’mu—"fills del coiot que viuen al fossat d'aigua"

### Població
En la dècada de 1990, aproximadament 2.500 paiutes de la vall d'Owens vivien en reserves.

### Tribus paiute de la vall d'Owens
- Tribu Paiute Big Pine de la vall d'Owens, Big Pine
- Colònia índia Paiute Bridgeport de Califòrnia, Bridgeport (Califòrnia)
- Comunitat índia paiute de Fort Independence, Independence (Califòrnia)
- Tribu Paiute-Xoixoni de Lone Pine, Lone Pine (Califòrnia)
- Tribu Paiute Bishop, Bishop (Califòrnia)
- Tribu paiute Utu Utu Gwaitu de la reserva Benton, Benton (Califòrnia)[12][13]

## Paiute del Sud
Els paiute del sud vivien tradicionalment a la conca del riu Colorado i al desert de Mojave al nord d'Arizona i al sud-est de Califòrnia incloent la vall d'Owens, al sud de Nevada i al sud de Utah. Terminats com a tribu en 1954 sota els esforços federals d'assimilació, els paiute del sud recuperaren el reconeixement federal en 1980. Molts d'aquests paiute comerciaven amb tribus costaneres; per exemple, s'ha demostrat que les tribus de la vall d'Owens havien comerciat amb els chumash de la Costa Central, basat en els troballes arqueològiques de Morro Creek. Una banda de paiutes del sud a Willow Springs i Muntanya Navajo, al sud del Gran Canyó, resideix en la Reserva Navajo. Aquests "Tribu Paiute San Juan d'Arizona" fou reconeguda oficialment com a entitat tribal separada pel Bureau of Indian Affairs en 1980.
El primer contacte europeu amb els paiute del sud esdevingué en 1776, quan se'ls trobaren els sacerdots Silvestre Vélez de Escalante i Francisco Atanasi Domínguez durant un intent de trobar una ruta terrestre a les missions de Califòrnia. Contactaren amb 40 chemehuevi, als quals anomenaren yutes cobardes perquè no se'ls mostraren agressius. Abans d'aquesta data, els paiute del sud patiren batudes d'esclaus dels navajo i dels utes. L'arribada dels espanyols i més tard dels exploradors euro-americans al seu territori incrementà les batudes d'esclaus per altres tribus (s'arribaria a pagar entre 100 i 400 $ per un esclau paiute). Foren visitats a Utah pel nord-americà Jeddediah Smith el 1827, pel mexicà Antonio Armijo el 1829 i per John Frémont el 1844. Pel tractat de Guadalupe-Hidalgo del 1848, tot el seu territori passà a formar part dels EUA. Endemés, el territori fou part de la ruta dels pioners (1827-1848), travessat per la febre d'or.
El 1849 Brigham Young (Mormó) es va establir a Utah amb els seus adeptes. En 1851 els colons mormons ocuparen estratègicament les fonts d'aigua paiute, i els crearen una relació de dependència. Però la presència dels colons mormons va acabar aviat amb les batudes d'esclaus i les relacions entre els paiutes i els mormons eren bàsicament pacífiques. El missioner mormó Jacob Hamblin va exercir com a diplomàtic. La introducció de colons europeus i les pràctiques agrícoles (especialment grans ramats bovins) dificultà als paiutes del sud continuar el seu estil de vida tradicional, ja que es van allunyar de les zones de recollida d'aliments naturals i en reduí la seva capacitat per a la cacera.
Avui les comunitats paiutes del sud es troben a Las Vegas, Pahrump, i Moapa Town, a Nevada; Cedar City, Kanosh, Koosharem, Shivwits, i Indian Peaks, a Utah; a Kaibab i Willow Springs, a Arizona; Death Valley, la Reserva índia Chemehuevi i a la Reserva índia Riu Colorado a Califòrnia. També hi ha alguns a les reserves 29 Palms als comtats de San Bernardino i Riverside de Califòrnia.

### Bandes tradicionals paiute del sud

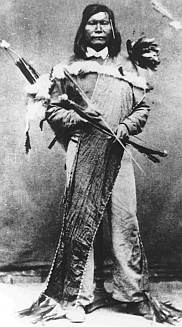
Numaga, cap guerrer en la Guerra del 1878

Els paiute del sud estava dividit tradicionalment en 16 a 31 subgrups, bandes, o tribus.
- Antarianunts (Yantarii), històricament a les properes Muntanyes Henry, Utah[16]
- Beaver band (Kwi?umpacíii, Kwiumpus, Quiumputs), "gent de la Frasera speciosa ", vora Beaver (Utah)[16]
- Cedar band (Ankappanukkicicimi), Unkapanukuints, "gent del corrent vermell", vora Cedar City (Utah)[16]
- Chemehuevi (Camowév, Acimuev), "aquells que fan quelcom amb peix",[16] ara considerats sovint un grup distint.
  - Howaits (Hokwaits, vivien a les Muntanyes Ivanpah, anomenats Grup de la Muntanya Ivanpah)
  - Kauyaichits (vivien a l'àrea d'Ash Meadows, anomenats Grup Ash Meadows)
  - Mokwats (vivien a les Kingston Mountains, anomenats Grup Kingston Mountain)
  - Moviats (Movweats, vivien a l'illa Cottonwood Island, anomenats Grup Cottonwood Island)
  - Palonies ((castellà) "els calbs", viatjaven a l'àrea al nord de Los Angeles)
  - Shivawach (un grup d'ells vivia a Twentynine Palms, el segon a Chemehuevi Valley)
  - Tümplsagavatsits (Timpashauwagotsits, vivien a les Muntanyes Providence, anomenats Grup Providence Mountain)
  - Yagats (viuen a la vall d'Amargosa i al llarg del riu Amargosa, anomenats Grup Amargosa River)
- Banda Gunlock (Matooshats, Matissatï), vora Gunlock (Utah)[17]
- Kaibab (Kaipapicicimi, Kaivavwits, Kaibabits) anomenats per l'Altiplà Kaibab al nord d'Arizona[17]
- Banda Indian Peak
- Kaiparowits (banda Escanlante), rep el nom de l'altiplà Kaiparowits a Utah[17]
- banda Las Vegas (Nipakanticimi, Nuaguntits), "gent de Charleston Peak"[17]
- Moapa (Moapats), "Paiute Muddy Creek"[17]
- Pahranagat (Pata?nikici), "persona que s'aferra als seus peus a l'aigua", anomenats per la vall Pahranagat, Nevada[17]
- Panaca (Tsouwaraits, Matisabits), anomenats per Panaca (Nevada)[18]
- Panguitch (Pakiucimi), "poble del peix", anomenats per Panguitch (Utah)[18]
- San Juan band (Kwaiantikowkets), "poble que es troba a la banda oposada", pel riu San Juan al nord d'Arizona[18]
- Shivwits (Sipicimi, Shebits, Sübüts), "poble que viu a l'est"[18]
- Uinkaret (Yipinkatiticimi), "poble de Mont Trumbull"[18]
- Uainuints (Uenuwunts, també coneguts com a Tonaquints, caçadors i grangers a Hebron (Shoal Creek Fort), Enterprise i Pinto al sud del riu Santa Clara (també anomenat riu Tonaquint) a la seva desembocadura al riu Virgin al aud de l'actual Saint George (Utah), per això anomenats Banda St. George)[18]

### Tribus reconegudes federalment paiute del sud
- Banda Kaibab dels indis Paiute de la Reserva Índia Kaibab d'Arizona—Reserva índia Kaibab, Arizona
- Tribu Las Vegas dels indis paiute de la Colònia índia de Las Vegas, Las Vegas
- Banda Moapa dels indis paiute, Reserva índia del Riu Moapa, Moapa Town
- Tribu d'Indis Paiute de Utah, Cedar City (Utah)
  - Banda Cedar City de Paiutes
  - Banda Kanosh de Paiutes
  - Banda Koosharem de Paiutes
  - Banda Indian Peaks de Paiutes
  - Banda Shivwits de Paiutes
- Tribu Paiute del Sud San Juan d'Arizona, Tuba City

### Notables paiutes del sud
- Tony Tillohash, lingüista i polític

## Història
Potser arribaren al territori pels voltants del 1000 aC, i entre els anys 900 8 1250 formaren part de les cultures d'anasazi i fremont. Els espanyols no van tenir cap problema amb ells quan van travessar el territori en els segles xvi i xvii. Fins al 1600 no es diferenciaren gaire dels ute, fins que aquests adquiren cavalls i armes de foc. Cap al 1680 contactarien amb alguns missioners, però el 1701 ajudaren als rebels pueblo a destruir el poblat cristià d'Anatovi.
Des del 1850-1851 van tenir enfrontaments amb els paiute, sobretot quan el 1860 els obligaren a cedir tota Nevada i bona part de Utah als mormons i ocupar la reserva de Pyramid Lake; el 1858-1859 patiren malalties i els emmetzinaren les aigües, de manera que el 1856 una epidèmia de galteres va matar les tres quartes parts de la tribu. Per si no n'hi hagués prou, el 1860 els minaires van invadir la vall de Pahranagat, i el 1863 el general Patrick O'Connor en va matar 278 a Bear River (Utah). El 1868 un grup de paiutes mataren dos minaires. Els culpables foren penjats i foren arrasats dos campaments indis, provocant la mort de 34 paiutes, fets que es repetirien el 16 d'abril del 1878 al mateix lloc. Per això el 1868 declararen la guerra als blancs, que permetrien que els navajo els arrabassessin terres al sud, i el 1878 participarien en la guerra bannock.

### Establiment en reserves
El 1870 els paiute del Nord foren traslladats a les reserves Fallon, Moapa River i Pyramid Lake, raó per la qual el 1874 s'unirien als xoixon en la Guerra Bannock contra els colons blancs que els prenien les terres. Entre el 1870 i el 1880 John Wesley Powell va visitar els del sud a causa d'unes disputes per terres i aigua amb els mormons el 1873 i els va estudiar mercè la seva amistat amb el líder Tau-gu i el cap de Moapa, Aiattava. A poc a poc s'anaren creant les primeres reserves.